# 470 Kilia
470 Kilia este un asteroid din centura principală, descoperit pe 21 aprilie 1901, de Luigi Carnera.